# Kaiserplatz (Wuppertal)

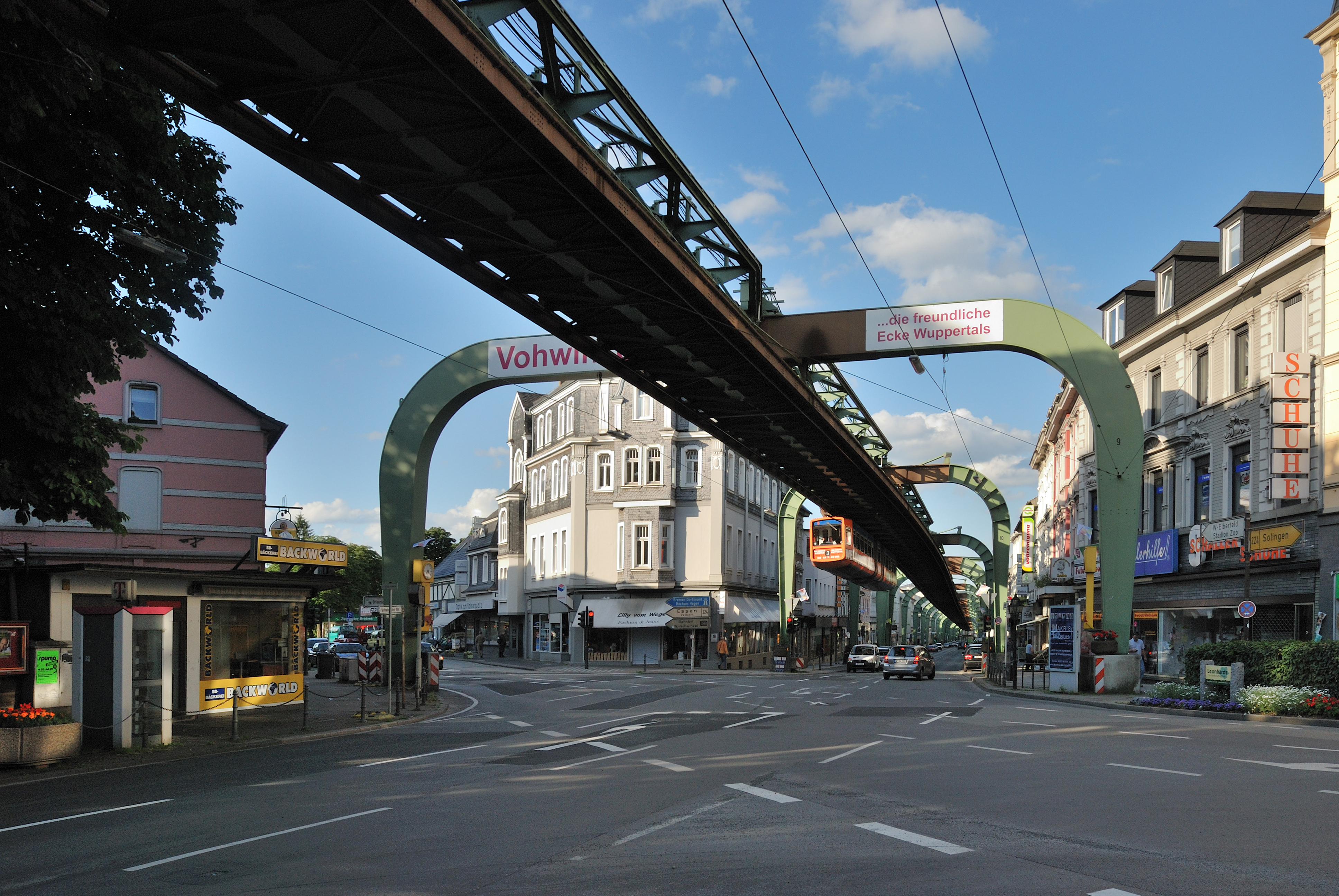
Ansicht des Kaiserplatzes um 2009

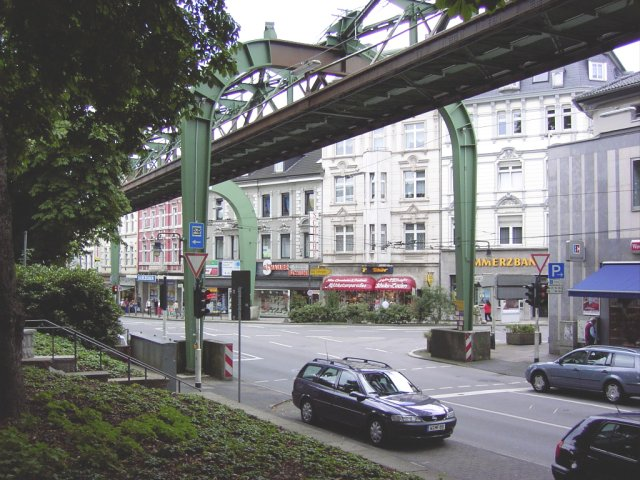
Ansicht des Kaiserplatzes um 2004

Der Kaiserplatz in Vohwinkel, einem Stadtteil von Wuppertal, ist die zentrale Straßenkreuzung des Stadtteils.

## Topographie
An diesem Verkehrsknotenpunkt kreuzen sich die Vohwinkeler Straße, die Bahnstraße, die Kaiserstraße  und die Gräfrather Straße. Die Bahnstraße führt in nördlicher Richtung am Lienhardplatz und Vohwinkeler Bahnhof vorbei zu den Ortsteilen Tesche, Wieden, Saurenhaus weiter nach Aprath und Wülfrath. Die Kaiserstraße führt in östlicher Richtung nach Hammerstein, Sonnborn nach Elberfeld. Die Gräfrather Straße führt in südlicher Richtung nach den Ortsteilen Roßkamp und Solingen-Gräfrath. Die Vohwinkeler Straße, deren früherer Name Königstraße war, führt nach Westen nach Haan-Gruiten und weiter nach Düsseldorf.
Die Vohwinkeler Straße und die Kaiserstraße sind als Bundesstraße 228, die Gräfrather Straße ist als Bundesstraße 224 klassifiziert. Die Bahnstraße war bis 2013 ebenfalls als Bundesstraße 224 klassifiziert, wurde dann aber zur Landesstraße 74 herabgestuft. 
Über die Vohwinkeler Straße und Kaiserstraße überspannt die Landstrecke der Wuppertaler Schwebebahn den Straßenzug. Der Bogen des Schwebebahngerüstes hat eine extreme Weite und trägt die Nummer 9.

## Geschichte

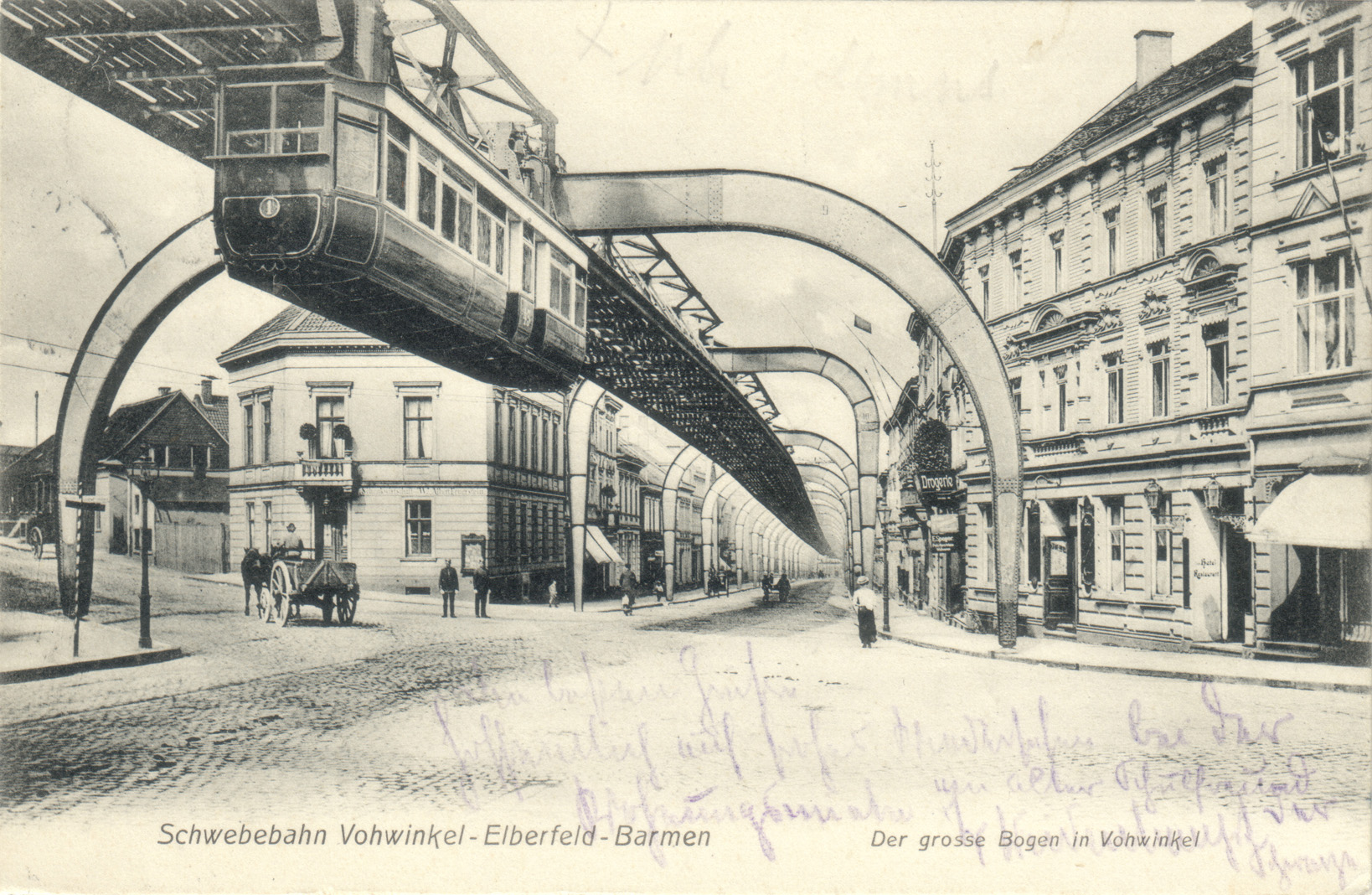
Historische Ansicht um 1901 des Kaiserplatzes

Die Trasse der Gräfrather Straße und Bahnstraße war früher ein Teil der Provinzialstraße Essen–Solingen, die 1815 angelegt wurde, und geht weiter mindestens bis ins 14. Jahrhundert zurück.
Der Kaiserplatz erhielt seinen Namen am 20. September 1888 zu Ehren der deutschen Kaiser aus dem Hause Hohenzollern.
In der ersten Hälfte des 20. Jahrhunderts stand als markanter Mittelpunkt auf der Straßenkreuzung eine Standuhr, die aufgrund der aufgebrachten Waschmittelwerbung mit einem Bild einer Frau in einem blütenweißen Kleid auf der Säule, Persil-Uhr genannt wurde. Diese Uhr, die prägend für das Bild des Platzes war, wurde 1942 durch eine entgleiste Straßenbahn aus Gräfrath kommend stark beschädigt und nicht wieder aufgebaut.
Im Kreuzungsbereich baute 1899 das Bankhaus von der Heydt-Kersten & Söhne ein repräsentatives Wohn- und Geschäftshaus und betrieb dort als erstes Bankhaus vor Ort eine Zweigstelle. Das Bankhaus und die Niederlassung wurde Anfang der 1970er Jahre von der Commerzbank übernommen.